# Chamartín (Ávila)
Chamartín (auch: Chamartín de la Sierra) ist ein Ort und eine zentralspanische Gemeinde (municipio) mit 62 Einwohnern (Stand: ) in der Provinz Ávila in der Autonomen Region Kastilien-León. 

## Lage
Chamartín befindet sich in den nördlichen Ausläufern der Sierra de Gredos gut 24 Kilometer westnordwestlich von Ávila in einer Höhe von 1195 m. Das Klima im Winter ist kühl, im Sommer dagegen trotz der Höhenlage durchaus warm; der Regen (ca. 570 mm/Jahr) fällt – mit Ausnahme der nahezu regenlosen Sommermonate – verteilt übers ganze Jahr.

## Bevölkerungsentwicklung
| Jahr      | 1970 | 1981 | 1991 | 2001 | 2011 | 2021 |
| Einwohner | 322  | 163  | 127  | 116  | 91   | 68   |

## Sehenswürdigkeiten
- Reste der keltischen Höhenfestung Castro de la Mesa de Miranda

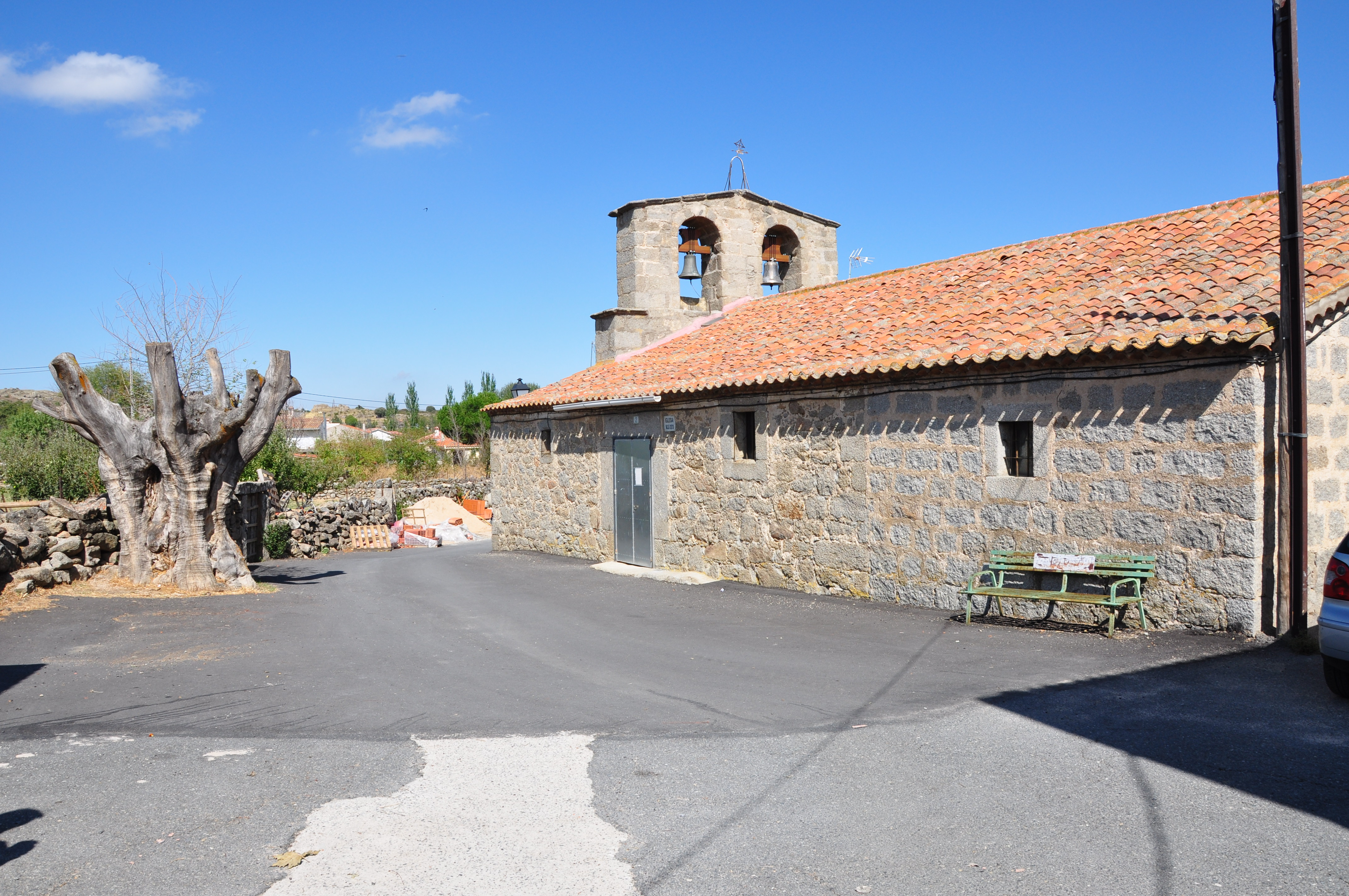
Kirche der Unbefleckten Empfängnis
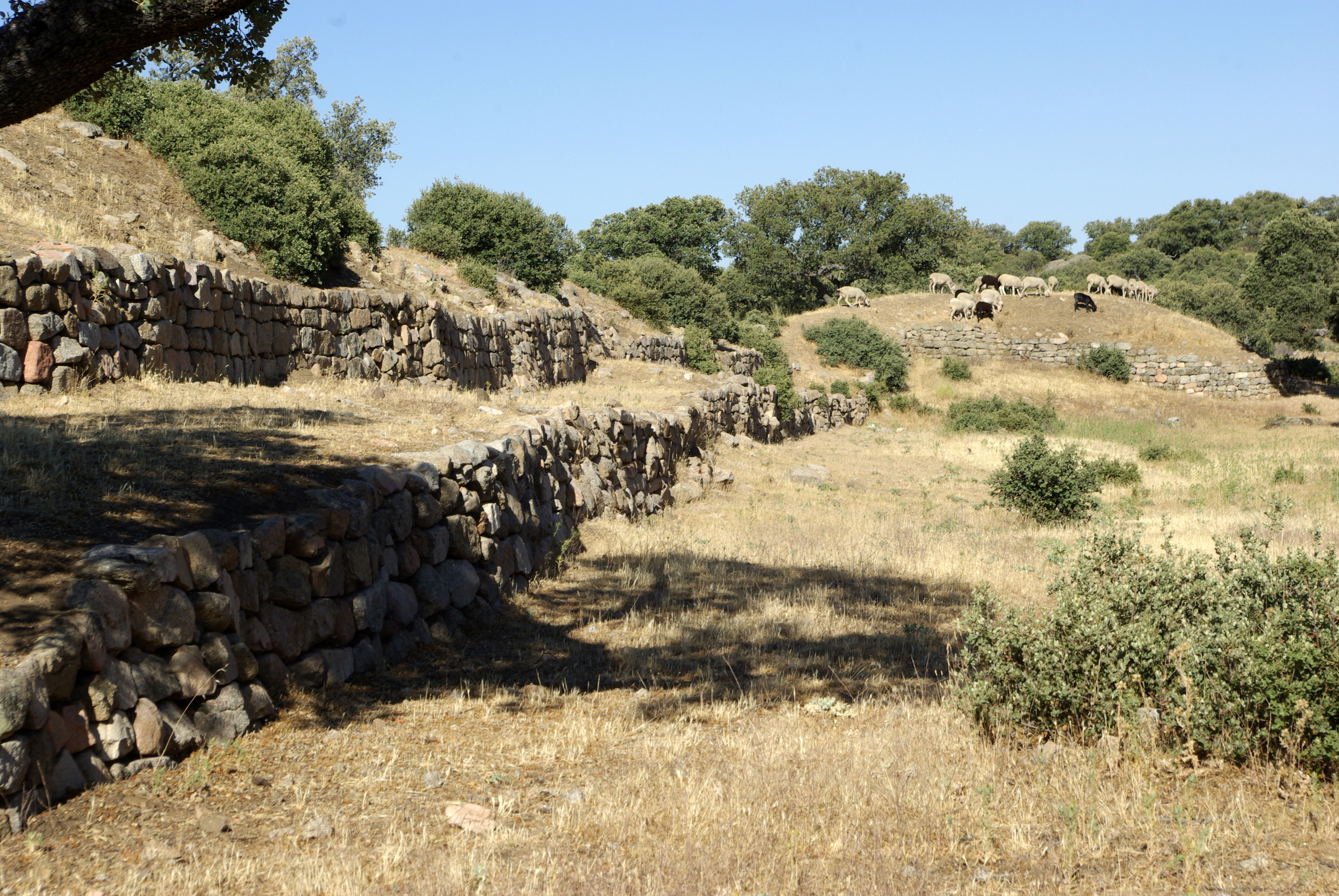
Castro de la Mesa de Miranda

- Kirche der Unbefleckten Empfängnis
- Castro de la Mesa de Miranda